# Piyaphon Phanichakul
Piyaphon Phanichakul (tiếng Thái: ปิยพล ผานิชกุล; RTGS: Piyaphon Phanitchakun, sinh ngày 8 tháng 11 năm 1987) formerly Piyaphon Buntao (tiếng Thái: ปิยพล บรรเทา; RTGS: Piyaphon Banthao) là một cầu thủ bóng đá người Thái Lan thi đấu ở vị trí hậu vệ phải cho câu lạc bộ Giải bóng đá Ngoại hạng Thái Lan Chiangrai United.

## Sự nghiệp quốc tế
Piyaphonđược triệu tập vào đội tuyển quốc gia, trong đội hình xuất phát của Winfried Schäfer tham dự Vòng loại giải vô địch bóng đá thế giới 2014. Anh là cầu thủ xuất phát thi đấu ở vị trí hậu vệ phải ở Giải vô địch bóng đá Đông Nam Á 2012.
Năm 2014, anh được triệu tập vào đội tuyển quốc gia bởi Kiatisuk Senamuang để đá Vòng loại Cúp bóng đá châu Á 2015.

### Quốc tế
Tính đến 12 tháng 11 năm 2015
| Đội tuyển quốc gia | Năm  | Số trận | Bàn thắng |
| ------------------ | ---- | ------- | --------- |
| Thái Lan           | 2011 | 1       | 0         |
| Thái Lan           | 2012 | 11      | 0         |
| Thái Lan           | 2013 | 1       | 0         |
| Thái Lan           | 2014 | 1       | 0         |
| Thái Lan           | Tổng | 14      | 0         |

## Danh hiệu

### Câu lạc bộ
Muangthong United
- Giải bóng đá vô địch quốc gia Thái Lan: 2010, 2012
- Cúp Hoàng gia Kor: 2010

Chiangrai United
- Giải bóng đá vô địch quốc gia Thái Lan: 2019
- Cúp FA Thái Lan: 2017, 2018
- Cúp Liên đoàn bóng đá Thái Lan: 2018
- Siêu Cúp Thái Lan: 2018, 2020

Buriram United
- Giải bóng đá vô địch quốc gia Thái Lan: 2021–22
- Cúp FA Thái Lan: 2021–22
- Cúp Liên đoàn bóng đá Thái Lan: 2021–22